# Michael Georgiou
Michael Georgiou (Forest Hill (Londres), Londres, 18 de janeiro de 1988) é um jogador profissional de snooker de nacionalidade britânica e cipriota, que é profissional desde 2008 (com uma interrupção entre 2009 e 2014). Venceu até ao presente um torneio a contar para o ranking mundial, ao vencer Graeme Dott na final do Snooker Shoot-Out.
Costuma treinar com o brasileiro Igor Figueiredo e com  Hammad Miah, na Snooker Academy em Leytonstone.